# Mistrz i Małgorzata (serial telewizyjny 2005)
Mistrz i Małgorzata – rosyjski serial telewizyjny z 2005 roku wyreżyserowany przez  Władimira Bortko; ekranizacja powieści Michaiła Bułhakowa pod tym samym tytułem.
Akcja dzieje się w Moskwie w latach 30. XX w. (miasto odwiedza szatan) oraz w antycznej Jerozolimie (ukazując rozterki Poncjusza Piłata uwikłanego w proces Jeszui Ha-Nocri, wzorowanego na Jezusie Chrystusie).
W warstwie wizualnej serial posługuje się konwencją kolorystyczną. Sceny odwzorowujące realną Moskwę z lat trzydziestych XX wieku nakręcono w tonacji sepii. Sceny antyczne oraz baśniowe są nakręcone w pełnej kolorystyce. 

## Obsada
- Anna Kowalczuk jako Małgorzata
- Aleksandr Galibin jako Mistrz
- Oleg Basiłaszwili jako Woland
- Władisław Gałkin jako Iwan Bezdomny
- Siergiej Biezrukow jako Jeszua Ha-Nocri